# Kolonia Nadwiślańska
Kolonia Nadwiślańska – wieś sołecka w Polsce, położona w województwie mazowieckim, w powiecie lipskim, w gminie Solec nad Wisłą.
Wierni kościoła rzymskokatolickiego należą do parafii Wniebowzięcia Najświętszej Maryi Panny w Solcu nad Wisłą.
| SIMC    | Nazwa       | Rodzaj     |
| ------- | ----------- | ---------- |
| 0637654 | Kolonia Raj | przysiółek |
| 0637660 | Raj         | przysiółek |

W latach 1975–1998 miejscowość administracyjnie należała do województwa radomskiego.
Pierwotnie (zapis z 1827 r.) wieś nazywała się Kolonia Nowa. Obecnie jest sołectwem w skład którego oprócz samej wsi wchodzą przysiółki: Kolonia Raj oraz Raj. Większość domów wsi Kolonia Nadwiślańska oraz przysiółka Kolonia Raj leży w bezpośrednim sąsiedztwie wału przeciwpowodziowego równoległego do rzeki Wisły.
We wsi Kolonia Nadwiślańska istnieje gospodarstwo rolne, w którym realizowany jest program rolnośrodowiskowy w zakresie ochrony zasobów genetycznych rodzimych ras zwierząt – w tym przypadku hodowla koni rasy konik polski. W gospodarstwie znajduje się kilkanaście koni tej rasy, różnej płci i w różnym wieku.